# Lithoglyphidae
Famille
Les Lithoglyphidae sont une famille de mollusques gastéropodes de l'ordre des Littorinimorpha.

## Systématique
La taxinomie de ce groupe est encore débattue, et il est parfois fondu dans la famille proche des Hydrobiidae. 

## Liste des genres
| Liste étendue : - sous-famille Lithoglyphinae - genre Clappia Walker, 1909 - genre Fluminicola Stimpson, 1865 - genre Gillia Stimpson, 1865 - genre Lepyrium Dall, 1896 - genre Lithoglyphus Menke, 1830 - genre Shadinia Akramowski, 1976 - genre Somatogyrus Gill, 1863 - genre Tanousia Servain, 1881 † - sous-famille Benedictiinae - genre Benedictia W. Dybowski, 1875 - genre Kobeltocochlea Lindholm, 1909 - genre Pseudobenedictia Sitnikova, 1987 - genre Yaroslawiella Sitnikova, 2001 - sous-famille non assignée - genre Antrorbis Hershler & Thompson, 1990 - genre Holsingeria Hershler, 1989 - genre Phreatodrobia Hershler & Longley, 1986 - genre Potamolithus Pilsbry, 1896 - genre Pterides Pilsbry, 1909 | Selon Catalogue of Life (26 mars 2016) : ___ - genre Benedictia - genre Fluminicola - genre Kobeltocochlea - genre Pseudobenedictia - genre Shadinia - genre Yaroslawiella | Selon World Register of Marine Species (26 mars 2016) : - genre Fluminicola Stimpson, 1865 - genre Lithoglyphus C. Pfeiffer, 1828 - genre Somatogyrus Gill, 1863 |

## Galerie

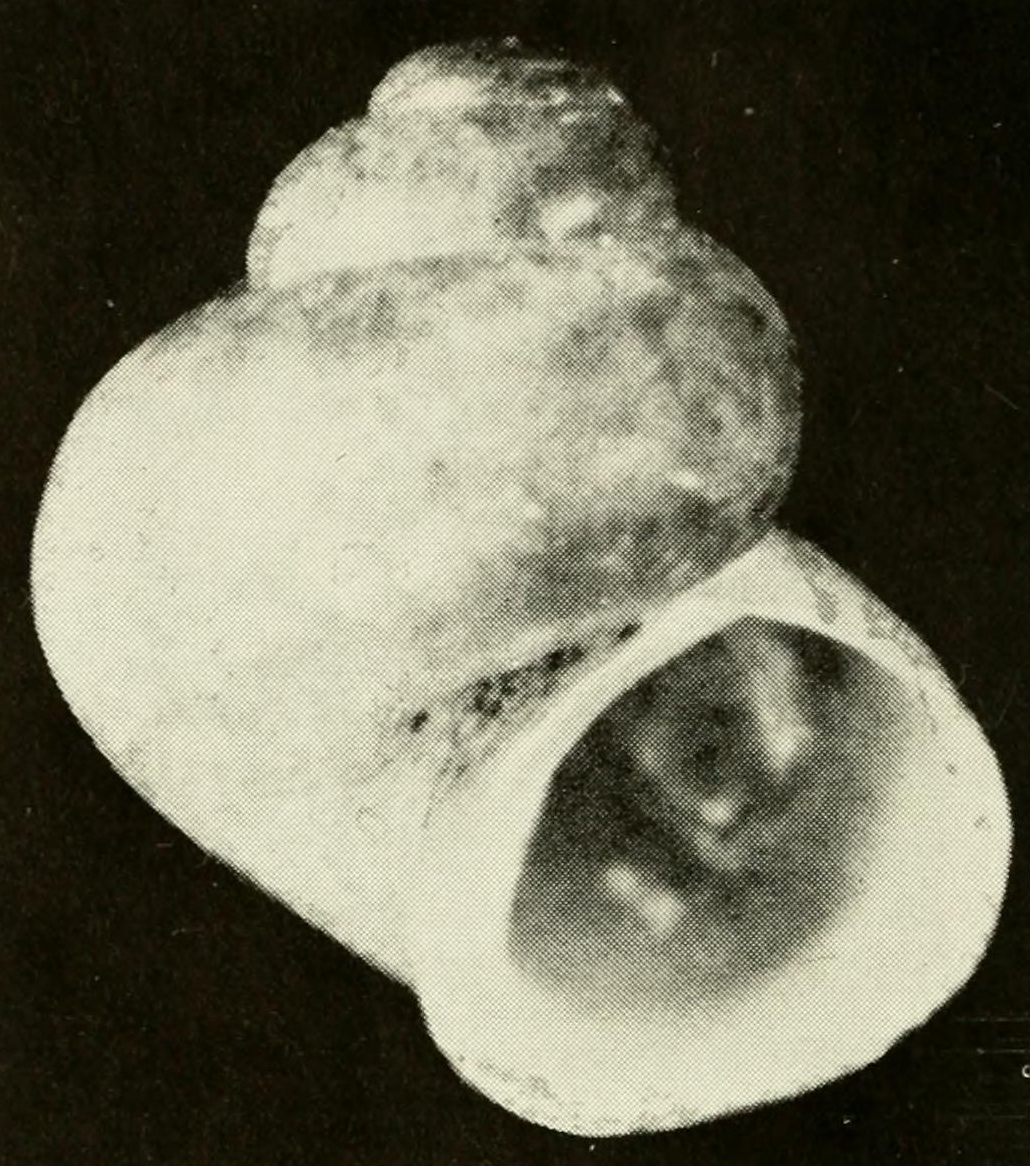
Clappia cahabensis.
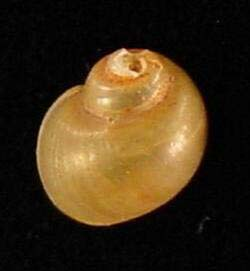
Gillia altilis.
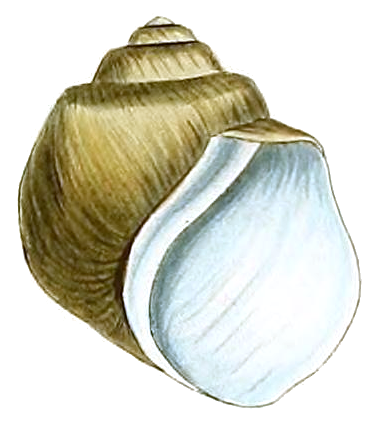
Lithoglyphus apertus.
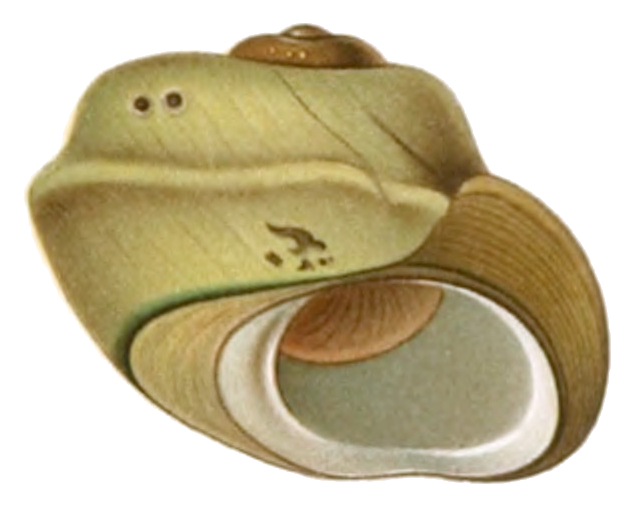
Potamolithus rushii.